# Gaizka Toquero
Gaizka Toquero Pinedo (Vitoria, 9 de agosto de 1984), más conocido como Toquero, es un exfutbolista español que jugaba como delantero. 
Inició su carrera deportiva en las categorías inferiores del CD Ariznabarra, la Real Sociedad y el Deportivo Alavés. Después de tres temporadas en Segunda B, y una breve cesión en Eibar, se incorporó al Athletic Club en 2009. En sus primeros meses en el club bilbaíno se ganó un sitio en la delantera junto a Fernando Llorente, marcando en la vuelta de semifinales y en la final de Copa del Rey. Fue muy apreciado por la afición de San Mamés por su entrega física, siendo habitual que el público entonara el grito de "Ari, Ari, Ari, Toquero Lehendakari".

## Trayectoria

### Inicios
Tras comenzar a jugar en su colegio, jugó dos temporadas en categoría infantil y cadete del Deportivo Alavés entre 1997 y 1999. Su carrera continuó en el CD Ariznabarra de su barrio, donde pasó tres campañas. En su última campaña logró más de treinta goles, y debido a que era club convenido de la Real Sociedad, se incorporó al equipo juvenil donostiarra en 2002. Al año siguiente, tras acabar su etapa como juvenil, regresó al Deportivo Alavés donde permaneció tres temporadasː dos en el Alavés C y una en el Alavés B. Tras un año en la SD Lemona de Segunda B, se incorporó al Sestao River que dirigía Carlos Pouso en 2007. El 31 de julio de 2007, durante un triangular de pretemporada frente al Athletic Club y Barakaldo, el entrenador Joaquín Caparrós quedó sorprendido por el partido que realizó el delantero. El 30 de noviembre, durante el transcurso de un partido entre el Bilbao Athletic y Sestao River, Caparrós estaba presente viendo el encuentro y comentó lo mucho que le gustaba el delantero, aunque lamentaba que fuera demasiado mayor para fichar por el Athletic. Sin embargo, Fernando Amorebieta le dijo al técnico andaluz que Gaizka era más joven de lo que pensaba. Esta información permitió que el técnico andaluz se decidiera por realizar un seguimiento del delantero para valorar su incorporación al Athletic, que se concretó unos meses después.

### Athletic Club de Bilbao
El 22 de mayo de 2008 fue presentado como nuevo jugador del Athletic Club. En agosto, el club rojiblanco decidió cederle a la SD Eibar para la temporada 2008-09, donde coincidió nuevamente con Carlos Pouso. En enero de 2009, el club vizcaíno canceló dicha cesión tras el bajo rendimiento de otros delanteros como Ion Vélez e Iñigo Vélez. A su llegada, sólo estaba disponible el dorsal 2. El 4 de enero de 2009 debutó en un partido ante el RCD Espanyol (1-1), en el que dio una asistencia de gol a Andoni Iraola, que anotó de chilena. El 4 de marzo de 2009 marcó el tanto definitivo frente al Sevilla FC (3-0) para clasificar al Athletic, 24 años después, a la final de la Copa del Rey. Gracias a su gran partido, se ganó la titularidad para el resto de la temporada. Marcó su primer gol en Primera División, el 21 de abril de 2009, ante el CD Numancia en el Estadio de Los Pajaritos.
El 13 de mayo de 2009 marcó el único gol del Athletic Club en la final de la Copa del Rey de 2009, en la que acabó cayendo derrotado por 1-4 frente al FC Barcelona. Remató de cabeza un córner botado por Fran Yeste en el minuto 8. En apenas media temporada, Toquero se había convertido en un jugador indispensable para el esquema de Joaquín Caparrós, formando pareja de ataque con Fernando Llorente.
Su primera temporada completa en el Athletic comenzó con la derrota en la Supercopa de España de 2009 ante el FC Barcelona. Marcó el primer gol del Athletic Club en la Liga 2009-10, consiguiendo los tres puntos contra el RCD Espanyol. También marcó contra el Sporting de Gijón, FC Barcelona, Tenerife, Racing y Málaga. Además, contra el Valladolid, logró su primer doblete en Primera División. En su primera temporada completa con el Athletic, disputó 44 partidos y marcó ocho goles. La temporada 2010-2011 mantuvo la titularidad, aunque sus primeros goles no llegarían hasta el doblete que consiguió, en la victoria por 0-2, en el Estadio Vicente Calderón el 30 de enero de 2011. El 23 de abril de 2011 consiguió anotar en su primer derbi vasco, en San Mamés, ante la Real Sociedad. Finalizó la temporada 2010-2011 con 33 partidos y siete goles.

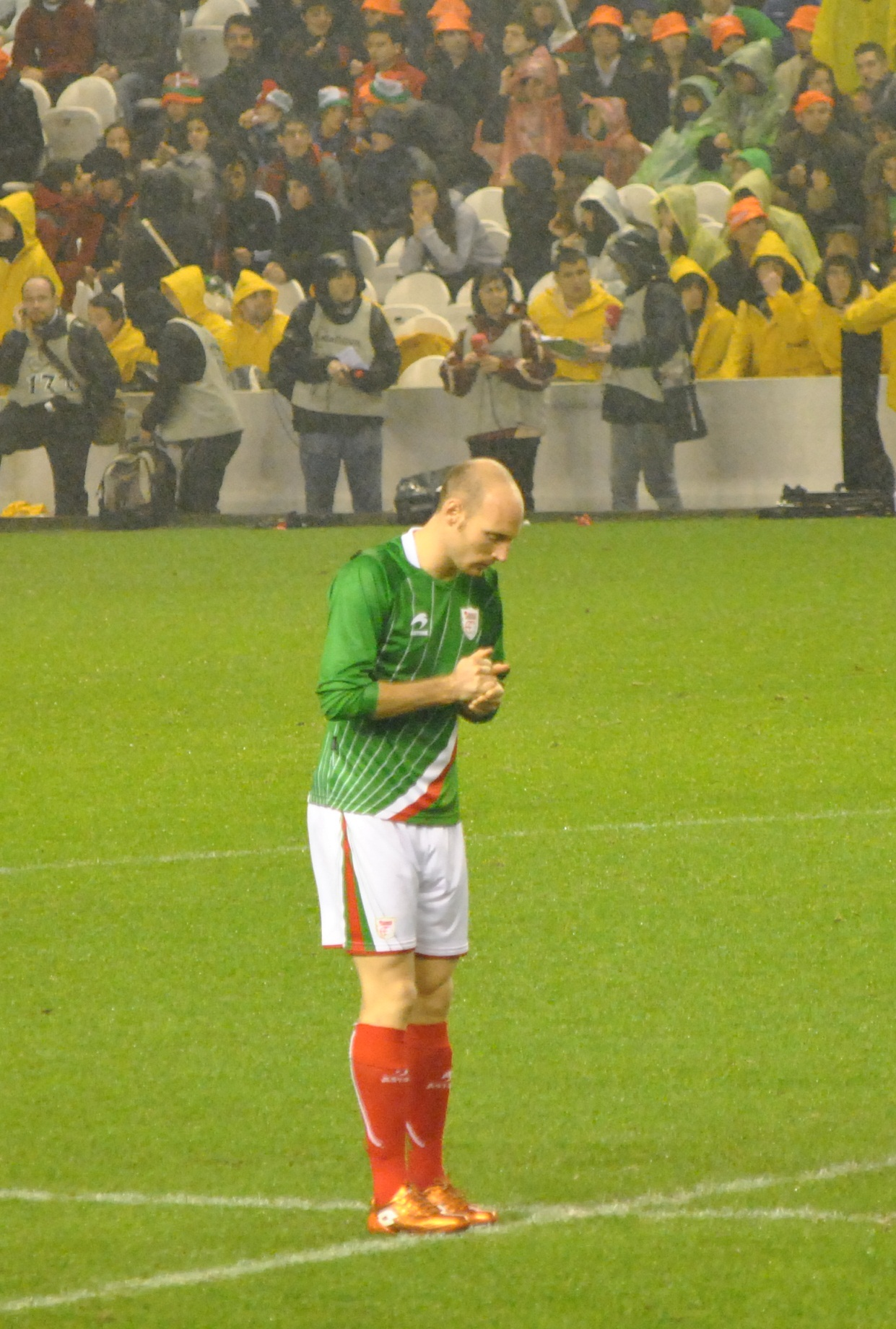
Toquero con la Selección de fútbol de Euskadi, instantes antes del comienzo del amistoso ante Túnez de 2011.

Con el cambio de sistema de Marcelo Bielsa, en el que el esquema pasó del 4-4-2 al 4-3-3, perdió su puesto de titular. A pesar de ello, disputó 56 partidos de los 63 posibles, en los que marcó cinco goles. El 12 de enero de 2012, consiguió anotar un gol de tacón ante el Albacete. No pudo ganar ninguna de las dos finales disputadas, ni la de UEFA Europa League ni la de la Copa, en las que participó saliendo desde el banquillo. En la segunda temporada de Marcelo Bielsa, solo jugó 600 minutos repartidos en 22 partidos. El 30 de agosto de 2012 anotó su primer gol en competición europea ante el HJK Helsinki. El 28 de noviembre de 2012, consiguió anotar su primer gol en la fase de grupos de la UEFA Europa League ante el Hapoel Kiryat Shmona. Con la llegada de Ernesto Valverde en 2013 su rol en el equipo no cambió demasiado, disputó 670 minutos repartidos en 21 partidos. En el verano de 2014 el Athletic llegó a un acuerdo de cesión con la SD Eibar, pero el jugador prefirió quedarse. El 30 de septiembre de 2014 debutó en Champions League en la derrota ante el BATE Borisov por 2-1. Su último partido como jugador del Athletic lo disputó el 7 de marzo de 2015, en la victoria obtenida por 1-0 ante el Real Madrid. Durante la temporada 2014-15 solo jugó cinco partidos sumando un total de 50 minutos y tampoco fue convocado para la final de Copa de Rey de 2015.
En julio de 2015 se llegó a un acuerdo para rescindir su contrato. Abandonó el club tras siete temporadas, 207 partidos y 25 goles. Su mejor etapa en el club bajo las órdenes de Joaquín Caparrós. Con el técnico utrerano disputó 103 partidos, 74 como titular, además de anotar 18 de sus 25 goles.

### Deportivo Alavés
Tras rescindir contrato con el Athletic Club, firmó por dos temporadas con el Deportivo Alavés en Segunda División. En su primera temporada como jugador babazorro disputó 41 partidos y marcó nueve goles. Además, consiguió el ascenso a Primera División. El 8 de enero de 2017 regresó a San Mamés con el equipo vitoriano. El público local le brindó una fuerte ovación tras ser sustituido. El 8 de febrero consiguió clasificarse para la final de Copa del Rey al eliminar al Celta de Vigo, siendo uno de los jugadores destacados del partido. No participó en la final de la Copa del Rey ante el FC Barcelona.
Durante el primer tramo del mercado de fichajes de verano, el delantero estuvo entrenando con el Aurrerá de Vitoria de la Tercera División de España para no perder forma física. Dejó el club vitoriano tras haber disputado 28 partidos y marcar tres goles en su última campaña.

### Real Zaragoza
El 4 de agosto de 2017 se anunció su fichaje por el club maño en Segunda División. Por su experiencia fue elegido por el vestuario como uno de los capitanes. En su primera campaña disputó treinta partidos y logró cuatro goles. El 30 de mayo de 2019, tras una temporada completa en blanco debido a una complicada operación de la rodilla derecha, anunció su retirada como futbolista.
El 23 de septiembre de 2019 fue homenajeado en San Mamés en un encuentro que enfrentaba al Athletic Club frente al Deportivo Alavés.

## Selección de Euskadi
Jugó siete encuentros con la Selección de Euskadi desde su debut ante Venezuela en 2010. Con la tricolor convirtió dos tantos, ambos fueron ante Bolivia en 2012.

## Clubes
| Club                 | País   | Año       |
| -------------------- | ------ | --------- |
| Deportivo Alavés "C" | España | 2003-2005 |
| Deportivo Alavés "B" | España | 2005-2006 |
| S. D. Lemona         | España | 2006-2007 |
| Sestao River         | España | 2007-2008 |
| S. D. Eibar          | España | 2008      |
| Athletic Club        | España | 2009-2015 |
| Deportivo Alavés     | España | 2015-2017 |
| Real Zaragoza        | España | 2017-2019 |